# Gouvernement Amur
Das Gouvernement Amur (russisch Амурская губерния) der Russischen Sozialistischen Föderativen Sowjetrepublik (RSFSR) der Sowjetunion bestand von 1922 bis 1926.

Die Hauptstadt war Blagoweschtschensk. Es wurde beim Zerfall der Fernöstlichen Republik am 8. November 1922 aus dem Territorium der früheren Oblast Amur gebildet. Das Gouvernement Amur wurde am 4. Januar 1926 aufgelöst. Das Gebiet wurde dem neugebildeten Fernöstlichen Krai zugeschlagen.

## Verwaltungsgliederung
Es bestanden vier Ujesdi:
- Blagoweschtschensk
- Sawitaja
- Seja (1924 aufgelöst)
- Swobodny

## Umfang
- Fläche: 410.000 km2
- Einwohner: 392.200 (1925)